# Elymus oliveri
Elymus oliveri là một loài thực vật có hoa trong họ Hòa thảo. Loài này được (Druce) Melderis & D.C.McClint. mô tả khoa học đầu tiên năm 1983.